# Parti démocrate progressiste (Paraguay)
Le Partido Democrático Progresista ((es) : Parti démocrate progressiste) est un parti politique du Paraguay créé en 2007. Il est membre de l'Alliance patriotique pour le changement jusqu'à sa dissolution en mars 2010.
Il est membre de plein droit de l'Internationale socialiste depuis novembre 2015, après en avoir été membre consultatif.